# Joaquim Cabot i Rovira
Joaquim Cabot i Rovira   (Barcelona, 17 de novembre de 1861 - Barcelona, 18 de desembre de 1954), fou un orfebre, financer, escriptor i polític català, un clar exponent de la burgesia catalana que va contribuir al desenvolupament social, polític i cultural de Catalunya.

## Biografia
Cinquè fill de l'argenter Francesc Cabot i Ferrer (1820-1895) i de Rosa Rovira i Balanzó, la seva família era de Mataró, on tenien botiga al carreró darrere de l'Ajuntament i sobre 1843 es trasllada a Barcelona on posa botiga primer al carrer d’Argenteria 35, després al 21 i més tard al carrer Ferran (Fivaller) cantonada plaça de Sant Jaume. Mort el seu pare, amb els seus germans Francesc i Emili van traslladar la botiga al portal de l'Àngel (anys després seria la seu del banc d'Espanya a Barcelona) i després a la Gran Via-passeig de Gràcia. Aconseguí una sòlida posició financera i fou president de les principals associacions econòmiques i culturals de Barcelona: Banc Comercial de Barcelona, Metro Transversal, Tívoli, CINAES, Fira de Barcelona, Cambra Oficial de Comerç i Navegació (1921-1924), Centre Excursionista de Catalunya (1899), i sobretot de l'Orfeó Català (1901-1935). Durant la seva presidència de l'Orfeó Català fou construït el Palau de la Música Catalana (1908) i fundada la Revista Musical Catalana (1904).
Durant el Tancament de Caixes (1899), fou un dels que va anar a la presó. El 1924, o sigui, al cap de pocs mesos d'haver-se iniciat la dictadura de Primo de Rivera, va dimitir com a president de la Cambra de Comerç i en el seu discurs, censurat, parla d'«una profunda decepción». Quan va esclatar la guerra civil es va quedar a Catalunya, a Viladrau, un lloc on va viure tranquil.

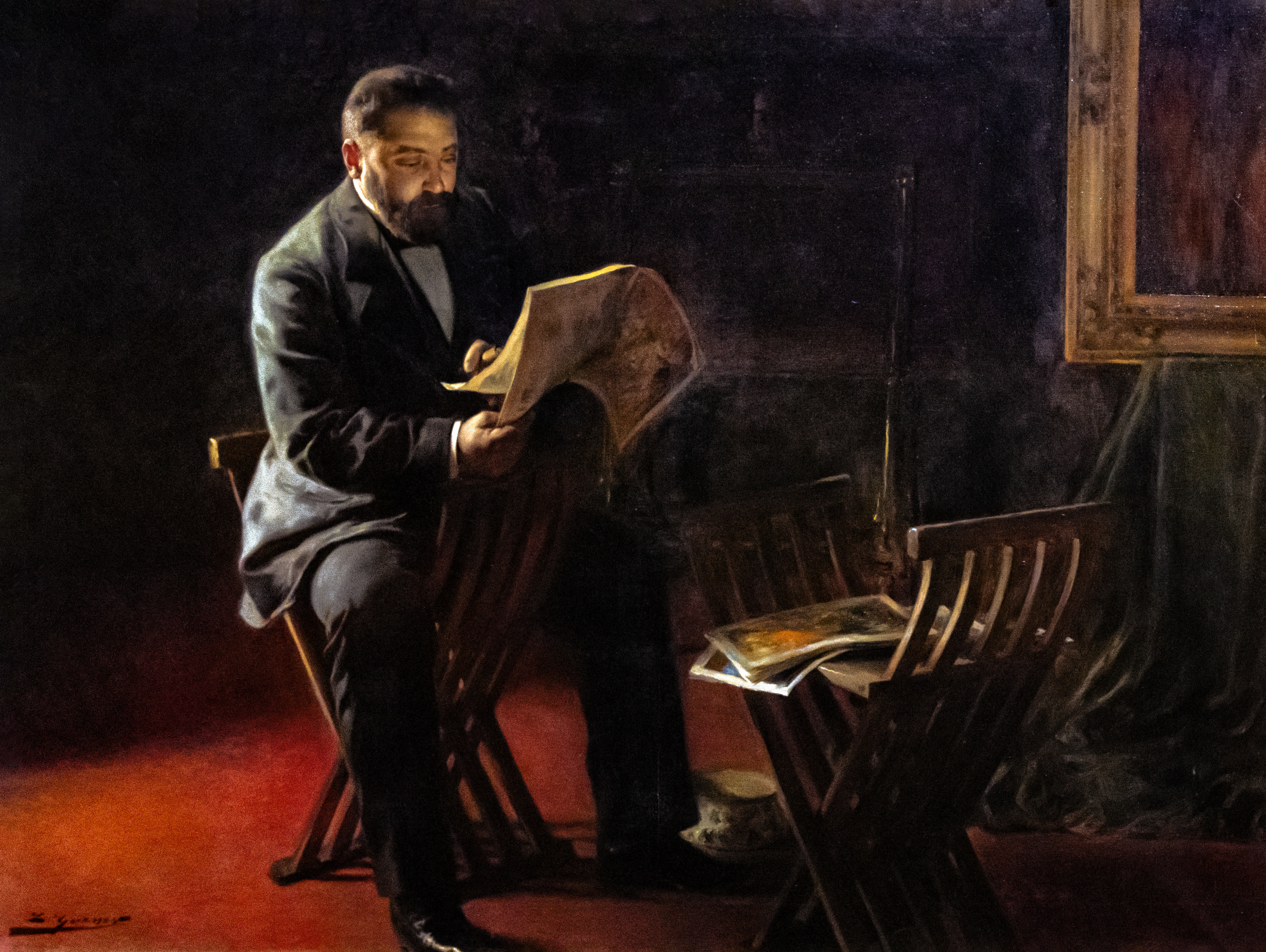
Cabot vist per Lluís Graner (MNAC).

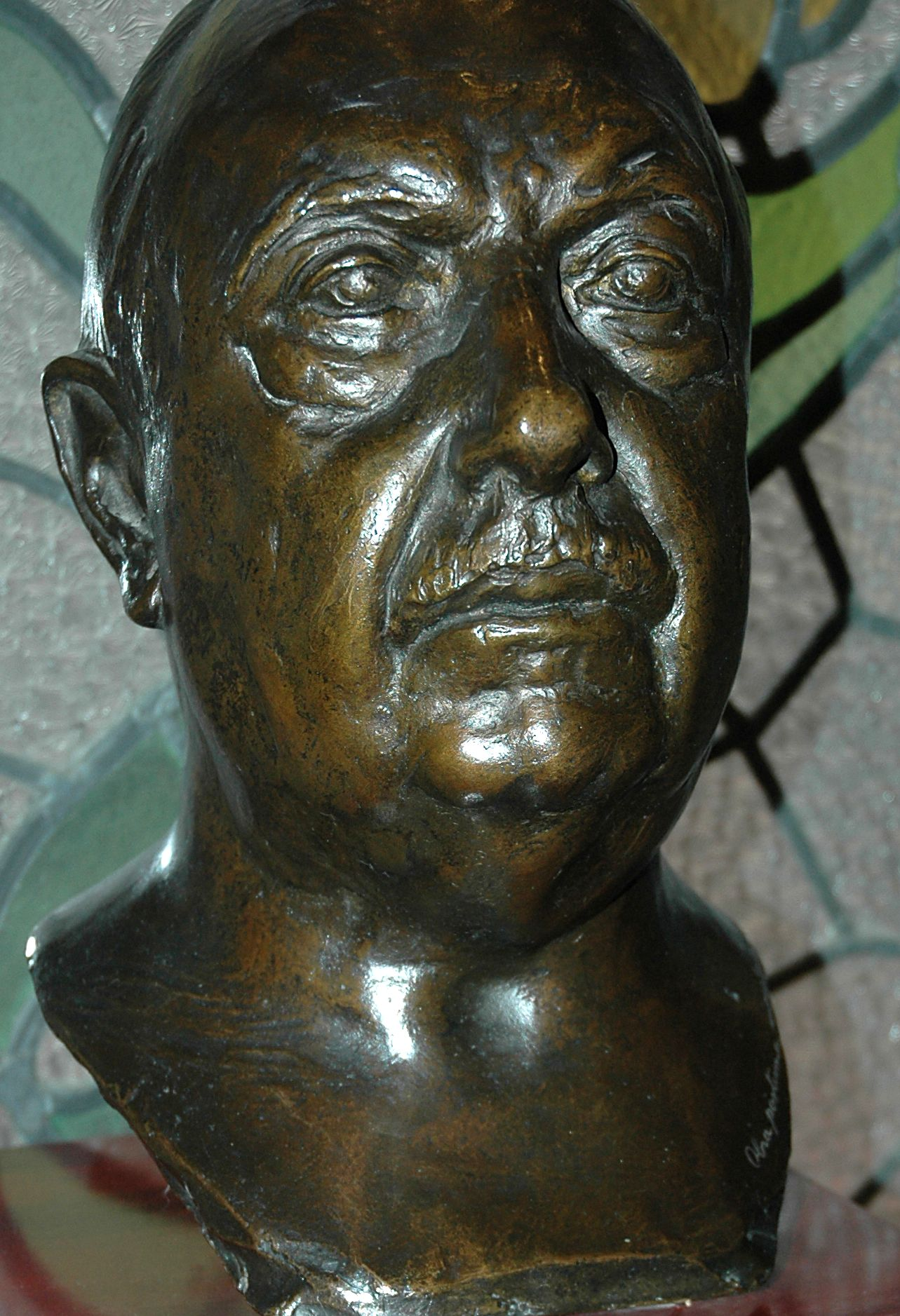
Bust de Joaquim Cabot al Palau de la Música Catalana

Intervingué com a secretari als Jocs Florals de Barcelona de 1888 i com a mantenidor el 1889. Com a polític,
formà part del grup de Prat de la Riba, Jaume Carner o el jove Francesc Cambó, que s'havien separat progressivament de la Unió Catalanista —abstencionista, idealista i contrària
a participar en el joc polític de l'Estat espanyol— dels Àngel Guimerà, Pere Aldavert, etc. Milità a la Lliga Regionalista. Fou diputat provincial el 1911, i col·laborà en la creació de la Mancomunitat de Catalunya. Al 1941, fa una aportació a la col·lecta per a la Divisió Blava organitzat per la secció femenina de la Falange espanyola
Va escriure a diverses revistes com a La Renaixença amb el pseudònim de Dr. Franch, a Il·lustració Catalana, que ell finançà, i a la Revista Musical Catalana. Fou director fundador de La Veu de Catalunya (1899). Conreà també la faceta de traductor de manera esporàdica. Va publicar De fora casa: Narracions de viatge (1898), A cop calent (1900) i un llibre de records, o el llibre de poesia El cant del cigne (1938). En aquest darrer llibre escriu: Setanta-sis primaveres, que per mi no tornaran, ni tornaran per ma pàtria que del néixer he estimat tant. 
Va guanyar, a més, el premi de la Copa Artística als Jocs Florals de Barcelona de 1924 amb la narració Una nit al desert.
Va encarregar a l'arquitecte Josep Vilaseca i Casanovas el projecte de les Cases Cabot, edificades entre els anys 1901 i 1904 al carrer Roger de Llúria, 8-14, de Barcelona.